# Aphantochilus
Aphantochilus là một chi nhện trong họ Thomisidae.